# Ruta de Rhode Island 116
La Ruta de Rhode Island 116, y abreviada R.I. 116 (en inglés: Rhode Island Route 116) es una carretera estatal estadounidense ubicada en el estado de Rhode Island. La carretera inicia en el Sur desde la Ruta 117  , Ruta 33   en Coventry hacia el Norte en la Ruta 114     en Cumberland. La carretera tiene una longitud de 42,3 km (26.3 mi).

## Mantenimiento
Al igual que las autopistas interestatales, y las rutas federales y el resto de carreteras estatales, la Ruta de Rhode Island 116 es administrada y mantenida por el Departamento de Transporte de Rhode Island por sus siglas en inglés RIDOT.

## Cruces
La Ruta de Rhode Island 116 es atravesada principalmente por la US 6  , US 55 , Ruta 146  en Lincoln.